# Cartographie culturelle
La cartographie culturelle, également connue sous le nom de cartographie des ressources culturelles ou cartographie des paysages culturels, est le label que les organisations et les personnes (y compris l'UNESCO ) soucieux de sauvegarder la diversité culturelle attribuent à un large éventail de techniques et d'outils de recherche utilisés pour « cartographier » les biens matériels et immatériels de peuples distincts, atouts culturels dans les paysages locaux du monde entier. 
La cartographie culturelle est également utilisée pour décrire l'utilisation de méthodes, d'outils et de techniques de recherche pour identifier, décrire, décrire, promouvoir et planifier l'utilisation future des ressources et atouts culturels combinés de régions ou villes particulières: 

La cartographie culturelle est un domaine interdisciplinaire émergent dans lequel un éventail de perspectives sont utilisées comme : 
 un mode d'enquête et un outil méthodologique en matière d'urbanisme, de durabilité culturelle et de développement communautaire qui rendent visibles les façons dont les histoires, les pratiques, les relations, les souvenirs et les rituels locaux constituent des lieux en tant que lieux significatifs. 

## Voir également
- Paysage culturel